# Carl Boenish
Pour les articles homonymes, voir Boenish.
Carl Boenish, né le 3 avril 1941 et mort le 7 juillet 1984, est considéré comme l'inventeur du BASE jump. Il est le cadreur, qui en 1978, a filmé les premiers sauts depuis El Capitan. Au début des années 1980, il publie avec sa femme Jean un magazine appelé : BASE Magazine.
Carl Boenish meurt dans un accident de BASE jump au Troll Wall en Norvège, en filmant pour  That's Incredible! (en),.